# Ferenc Fábián (actor)
Ferenc Fábián, menționat uneori Francisc Fabian sau Ferencz Fabian, (n. 2 noiembrie 1933, Gălăuțaș, Harghita, România – d. 9 martie 1979, Oradea, România) a fost un actor român de etnie maghiară. A făcut parte timp de 23 ani (1956–1979) din trupa Teatrului Maghiar de Stat din Timișoara și a jucat, de asemenea, în numeroase filme de cinema (atât românești, cât și ungurești). A fost căsătorit cu actrița Anna Bósy.

## Biografie
S-a născut la 2 noiembrie 1933 în satul Gălăuțaș din județul Mureș (azi în jud. Harghita). A absolvit Institutul de Teatru „Szentgyörgyi István” din Târgu Mureș în 1956, avându-i colegi de promoție pe Ingeborg Adleff, Károly Sinka, Lajos Szabó și Katalin Török. Majoritatea actorilor acelei promoții (cu excepția lui Katalin Török, care a ajuns la Teatrul Maghiar de Stat din Satu Mare) au fost repartizați ca actori la Teatrul Maghiar de Stat din Timișoara,  care fusese reînființat în 1953. Ferenc Fábián a devenit, prin talentul și experiența sa, actorul principal al companiei teatrale maghiare și a jucat acolo timp de peste două decenii, până la moartea sa.
A fost un actor dramatic cu o gamă largă de experiențe, care a excelat atât în tragedii, cât și în comedii, jucând roluri importante din dramaturgia maghiară și universală precum capelanul din Sfânta Ioana de George Bernard Shaw, Richard din Discipolul diavolului de George Bernard Shaw, Satin din Azilul de noapte de Maxim Gorki, Zoltán Szakhmáry din Chef boieresc de Zsigmond Móricz, Volpone din Volpone de Ben Jonson, Ashton din Îngrijitorul de Harold Pinter, János Bolyai din Seara lui Bolyai János de István Kocsis, Henry Bolingbroke din Richard al II-lea de William Shakespeare, Biberach din Banul Bánk de József Katona, unchiul Vania din Unchiul Vania de Anton Cehov, și Pietre Gralla din Act venețian de Camil Petrescu. El s-a remarcat, în plus, și ca regizor. Ultimul său rol pe scena teatrului din Timișoara a fost jucat în decembrie 1978 în Un leagăn pe cer, adaptarea dramatică a jurnalului omonim al lui András Sütő. Jocul actoricesc al lui Fábián a fost caracterizat printr-o mare forță interioară și, de asemenea, prin crearea unei atmosfere încinse.
Fábián a jucat, de asemenea, în mai multe filme atât în România, cât și în Ungaria, fiind distins în 1974 cu o mențiune specială a Asociației Cineaștilor din România (ACIN) pentru rolul din filmul De bună voie și nesilit de nimeni și de două ori cu Premiul Nívó la Budapesta: în 1977 pentru A ménesgazda și în 1978 pentru A trombitás (1979). Cele mai cunoscute roluri au fost cele din filmele De bună voie și nesilit de nimeni (1974), Alarmă în Deltă (1976), Pintea (1976), Buzduganul cu trei peceți (1977), A ménesgazda (1978), A trombitás (1979) și Blestemul pămîntului – Blestemul iubirii (1980). Interpretarea rolului nobilului secui Moise Székely în filmul românesc Buzduganul cu trei peceți (1977), regizat de Constantin Vaeni, a fost elogiată de criticul Eva Sîrbu, care a consemnat că Ferenc Fábián, András Csorba și Ferenc Bencze „desfășoară o uluitoare știință a conciziei și concentrării de exprimare în roluri de mică întindere”.
La începutul anului 1979 a fost solicitat de secția maghiară „Szigligeti Társulat” a Teatrului de Stat din Oradea să joace rolul principal (dr. Ákos Paál) în spectacolul Minciună milostivă (Irgalmas hazugság) a lui János Székely și a acceptat, în ciuda numeroaselor obligații artistice pe care le avea (apariții în filme și la televiziune, reprezentații teatrale și deplasări în turnee). S-a pregătit de unul singur și s-a prezentat la prima repetiție cu cunoașterea aproape completă a rolului, dar în 9 martie 1979, în timpul repetiției principale organizate cu o seară înainte de premieră, a murit în urma unui atac de cord la Oradea.

## Distincții
- Ordinul Meritul Cultural clasa a V-a (6 noiembrie 1967) „pentru merite deosebite în domeniul artei dramatice”[11]

## Roluri în piese de teatru
- Aurel Baranga: Opinia publică — Toma
- Sándor Bródy: Învățătoarea — István Nagy Jr.
- Sándor Bródy: Medicul — János
- Anton Cehov: Ivanov — Borkin
- Anton Cehov: Unchiul Vania — unchiul Vania
- Gergely Csiky: Paraziții — Bence Zátonyi
- Guilherme Figueiredo: Vulpea și strugurii — Xantos
- Maxim Gorki: Azilul de noapte — Satin
- Maxim Gorki: Micii burghezi — Teterev
- Ben Jonson: Volpone — Volpone
- József Katona: Banul Bánk — Biberach
- István Kocsis: Seara lui Bolyai János — János Bolyai
- Miroslav Krleža: Domnii Glembaj — Id. Glembay
- Horia Lovinescu: Citadela sfărâmată — Matei
- Maurice Maeterlinck: Monna Vanna — Guido Colonna
- Zsigmond Móricz: Chef boieresc — Zoltán Szakhmáry
- László Németh: Villámfénynél — Imre Nagy
- Camil Petrescu: Act venețian — Pietro Gralla
- Harold Pinter: Îngrijitorul — Ashton
- Emmanuel Roblès: Montserrat — Izquierdo
- William Shakespeare: Richard al II-lea — Henry Bolingbroke
- George Bernard Shaw: Discipolul diavolului — Richard
- George Bernard Shaw: Sfânta Ioana — Robert de Baudricourt / capelanul
- András Sütő: Un leagăn pe cer — scriitorul

## Filmografie
- Magasiskola (Ungaria, 1970)
- De bună voie și nesilit de nimeni (1974)
- Pe aici nu se trece (1975) — jandarmul
- Alarmă în Deltă (1976) — medicul
- Pintea (1976) — groful bătrân Bartolok
- Bunicul și doi delincvenți minori (1976) — cpt. Alexiu, ofițer de miliție, tatăl lui Andrei
- Buzduganul cu trei peceți (1977) — căpitanul Moise Székely, nobil secui, comandantul unei oști de călăreți lefegii
- A ménesgazda (Ungaria, 1978) — Mátyás Busó
- A trombitás (Ungaria, 1979)
- Vlad Țepeș (1979) — boier trădător
- Blestemul pămîntului – Blestemul iubirii (1980) — judecătorul maghiar din Armadia

## Premii
- mențiune specială a Asociației Cineaștilor din România (ACIN) pentru rolul din filmul De bună voie și nesilit de nimeni - 1974[1][6]
- două premii Nívó: pentru A ménesgazda - 1977 și pentru A trombitás - 1978[6]